# Єрощенко Олександр Сергійович
Олекса́ндр Сергі́йович Єро́щенко (4 жовтня 1982 — 14 лютого 2015) — молодший сержант Збройних сил України.

## Життєвий шлях
Його батько — військовий моряк. Перші 10 років Олександр провів у Калінінградській області, часто з родиною переїздив по військових містечках. 2000 року призваний на строкову службу, навчальний центр молодшого командного складу в місті Бориспіль, демобілізувався молодшим сержантом. Два роки був військовослужбовцем за контрактом. До військового інституту не потрапив — за станом здоров'я.
2003 року в родині Олександра народилася донька Ганна, він полишає службу за сімейними обставинами. 2008 року закінчує історичний факультет Київського національного університету ім. Т. Г. Шевченка, історик-правознавець. З 2009 року працює вчителем історії, ЗОШ смт Коцюбинське. 2010-го стає науковим співробітником, Центральний музей Збройних Сил України; збирає документи для захисту кандидатської роботи, працював у музеї до 2011-го.
Учасник Революції Гідності. З квітня 2014-го — доброволець, 2-й добровольчий батальйон Національної гвардії. З вересня 2014-го — навідник, 95-та окрема аеромобільна бригада.
14 лютого 2015-го загинув у бою під Дебальцевим. Під час штурму російськими терористами українських позицій Олександр кинувся рятувати пораненого побратима, не помітивши одну з вогневих точок противника. Хоча й був у бронежилеті, куля пройшла з боку.
Без Олександра лишились мама, брат, 11-річна донька Ганя.
Похований в місті Ірпінь на Алеї Слави.

## Нагороди та вшанування
За особисту мужність і героїзм, виявлені у захисті державного суверенітету та територіальної цілісності України, вірність військовій присязі під час російсько-української війни, відзначений — нагороджений
- орденом «За мужність» III ступеня (посмертно)
- Почесний громадянин Бучі (посмертно)[1]